# Биркенхигел
Биркенхигел (њем. Birkenhügel) општина је у њемачкој савезној држави Тирингија. Једно је од 76 општинских средишта округа Зале-Орла. Према процјени из 2010. у општини је живјело 444 становника. Посједује регионалну шифру (AGS) 16075002.

## Географски и демографски подаци
Биркенхигел се налази у савезној држави Тирингија у округу Зале-Орла. Општина се налази на надморској висини од 536 метара. Површина општине износи 5,6 km².

## Становништво
У самом мјесту је, према процјени из 2010. године, живјело 444 становника. Просјечна густина становништва износи 80 становника/km².